# Ibrahim Sadiq
Ibrahim Sadiq (Accra, 7 maggio 2000) è un calciatore ghanese, attaccante dell'AZ Alkmaar.

## Caratteristiche tecniche
È un'ala destra.

## Carriera

### Club
Cresciuto nel settore giovanile della Right to Dream Academy, nel gennaio del 2018 si è trasferito in Danimarca al Nordsjælland. Ha esordito in prima squadra il 15 luglio 2018 disputando l'incontro di Superligaen pareggiato 1-1 contro il Esbjerg.

### Nazionale
Ha giocato nelle nazionali giovanili ghanesi Under-17 ed Under-20.

## Statistiche
Statistiche aggiornate al 23 aprile 2019.

### Presenze e reti nei club
| Stagione        | Squadra         | Campionato      | Campionato | Campionato | Coppe nazionali | Coppe nazionali | Coppe nazionali | Coppe continentali | Coppe continentali | Coppe continentali | Altre coppe | Altre coppe | Altre coppe | Totale | Totale | Totale |
| Stagione        | Squadra         | Comp            | Pres       | Reti       | Comp            | Pres            | Reti            | Comp               | Pres               | Reti               | Comp        | Pres        | Reti        | Pres   | Reti   |        |
| --------------- | --------------- | --------------- | ---------- | ---------- | --------------- | --------------- | --------------- | ------------------ | ------------------ | ------------------ | ----------- | ----------- | ----------- | ------ | ------ | ------ |
| 2018-2019       | Nordsjælland    | SL              | 6          | 0          | CD              | 0               | 0               | UEL                | 1                  | 0                  |             | -           | -           | 7      | 0      |        |
| Totale carriera | Totale carriera | Totale carriera | 6          | 0          |                 | 0               | 0               |                    | 1                  | 0                  |             | -           | -           | 7      | 0      |        |

## Palmarès

### Club

#### Competizioni nazionali
- Campionato svedese: 1

Häcken: 2022
- Coppa di Svezia: 1

Häcken: 2022-2023